# Річище (озеро, Мозирський район)
Річище (біл. Рэчышча) — озеро в Мозирському районі Гомельської області Білорусі, у басейні річки Прип'ять, біля агромістечка Скригалів.
Площа поверхні озера 0,11 км². Довжина 1,2 км, найбільша ширина 0,13 км. Котловина озера старичного типу, на заплаві Прип'яті. Береги піщані, високі. Через озеро протікає річка Буклівка.